# النغامشة (إزحيليكة)
النغامشة هي إحدى مشيخات المملكة المغربية، تتبع جغرافيا لإقليم الخميسات وإداريًا لإزحيليكة. يقدر عدد سكانها بـ 8255 نسمة حسب الإحصاء الرسمي للسكان والسكنى لسنة 2004.